# Mésange à tête brune
Poecile hudsonicus
Espèce
Statut de conservation UICN

 LC  : Préoccupation mineure
Synonymes
- Parus hudsonicus
- Poecile hudsonica

La mésange à tête brune (Poecile hudsonicus) est une espèce de passereaux de la famille des Paridae. Son aire s'étend à travers la moitié nord de l'Amérique du Nord.

## Liste des sous-espèces
D'après Alan P. Peterson, il existe cinq sous-espèces :
- Poecile hudsonicus columbiana  Rhoads, 1893 ; y compris  Poecile hudsonica cascadensis Miller, 1943
- Poecile hudsonicus farleyi Godfrey, 1951
- Poecile hudsonicus hudsonica J.R. Forster, 1772
- Poecile hudsonicus littoralis H. Bryant, 1865
- Poecile hudsonicus stoneyi Ridgway, 1887